# Picot garser d'Owston
El picot garser d'Owston (Dendrocopos owstoni) és una espècie d'ocell de la família dels pícids (Picidae) que habita l'illa de Amami Ōshima, a les Ryūkyū.

## Distribució
El picot garser d'Owston és endèmic d'Amami-oshima (illa d'Amami) a les illes Ryūkyū centrals, Japó.

## Hàbitat i ecologia
L'espècie es troba confinada al bosc madur vell de fulla ampla perenne dels turons d'Amami-oshima, on s'especialitza en grans insectes xilòfags.

## Informació sobre la població
El picot garser d'Owston és força comuna localment. La població s'ha estimat en menys de 630 parelles, equivalent a <1.260 individus madurs. L'espècie s'observa a tota l'illa i aproximadament 550 km² de bosc es troben a l'àrea de distribució, per tant, aquesta estimació equival a 1 parella/km², tenint en compte tant la densitat com l'ocupació. Donat el dubte i el temps transcorregut des que es va fer l'última estimació, la mida de la població se situa en un rang lleugerament més ampli de 1.000-1.500 individus madurs.

## Amenaces
L'àrea de distribució de l'espècie es troba completament dins de l'àrea protegida de l'illa d'Amami-Oshima i l'illa de Tokunoshima, i l'activitat que es considera que pot afectar negativament la fauna de l'illa està subjecta a marcs reguladors. En conseqüència, no es considera que les amenaces actuals siguin prou significatives per requerir un registre contra aquesta espècie actualment. Tanmateix, històricament (abans de la protecció: 2017), la tala d'arbres i l'agricultura itinerant eren amenaces per a aquesta espècie; donada la forta protecció que ara s'atorga, el risc que aquestes amenaces tornin a curt o mitjà termini es considera baix.

## Nota taxonòmica
El Manual dels ocells del món i Birdlife International consideren el picot garser d'Owston espècie de ple dret a diferència del Congres Ornitològic Internacional que considera que és una subspècie del picot garser dorsiblanc (D. leucotos owstoni).